# Morgan Fairchild
Morgan Fairchild (születési nevén Patsy Ann McClenny; Dallas, 1950. február 3. –) amerikai színésznő. Az 1970-es évek végén és az 1980-as évek elején kezdett el színészkedni, és több televíziós sorozatban is szerepelt.
Fairchild a CBS nappali szappanoperájában, a Search for Tomorrow-ban kezdte karrierjét 1973 és 1977 között. Itt Jennifer Pace karakterét alakította. 1978-ban a Dallas című főműsoridős szappanoperában tűnt fel, mint Jenna Wade. 1980-ban főszerepet vállalt az NBC Flamingo Road című sorozatában (amiért Golden Globe-díjra jelölték a "legjobb színésznő" kategóriában).

## Életpályája
Fairchild a texasi Dallasban született Patsy Ann McClenny néven, Martha Jane és Edward Milton McClenny lányaként. Anyja a Richardson High Schoolban dolgozik tanárnőként. Fairchildnak van egy húga, Cathryn Hartt, aki szintén színésznő. Fiatalkorában a WFAA Mr. Peppermint Show című műsorában volt látható Jerry Haynes műsorvezetővel. Tizenévesen a WFAA Sump'n Else című műsorának közönségében szerepelt. Három alkalommal jelentkezett a The Little Groupba való meghallgatásra. Szintén ebben az időszakban több reklámfilmben is szerepelt a Dallas-Fort Worth terület televíziós csatornáin.

## Magánélete
Fairchild 1967 és 1973 között Jack Calmes felesége volt. Az AIDS ellen harcol, és a környezetvédelem oldalán áll. Azt állította, hogy az 1970-es évek elején kétszer is elrabolták.

## Filmográfia
- Search for Tomorrow (1973-1977)
- Kojak (1976)
- Barnaby Jones (1977-1978)
- Dallas (1978)
- Egy úr az űrből (1978-1979)
- Álomkereskedők (1980)
- Flamingo Road (1980-1982)
- Szerelemhajó (1981)
- Magnum (1982)
- Robin Hood mókás kalandjai (1984)
- Pee Wee nagy kalandja (1985)
- Észak és Dél (1985)
- Falcon Crest (1985-1986)
- Észak és dél - 2. könyv (1986)
- A rőt hajú idegen (1986)
- Férfias üzlet (1987)
- Csipkerózsika (1987)
- Az elátkozott kastély (1989)
- Tony és a maffia (1990)
- Gyilkosságok forgatókönyve (1991)
- Sherlock Holmes és a primadonna (1991)
- Perry Mason: Az örök fiatalság titka (1993)
- Lois és Clark: Superman legújabb kalandjai (1993)
- Gyilkos sorok (1993)
- Csupasz pisztoly 33 1/3 – Az utolsó merénylet (1994)
- Halálbiztos diagnózis (1994)
- The City (1995-1996)
- Cybill (1995-1997)
- Jóbarátok (1995-2001)
- Nincs kiszállás (1996)
- Tíz kicsi áldozat (1996)
- Űrkadétok (1996)
- Szerelemgyár (1997)
- Angyali érintés (1997)
- A szentfazék (1998)
- Hódító hódok (1998)
- Házi barkács (1998)
- A jófiúk egyedül hálnak (1999)
- A túszok ára (2000)
- Hetedik mennyország (2001)
- Az ördög lelkén szárad (2002)
- Divatalnokok (2003)
- Azok a 70-es évek show (2004)
- Arizonai nyár (2004)
- Forró nyomon (2006)
- A férfi fán terem (2006)
- Sarah beavatása (2006)
- Két pasi – meg egy kicsi (2007)
- A lankadatlan – A Dewey Cox sztori (2007)
- Chuck (2008-2010)
- A nevem Earl (2009)
- Gazdagok és szépek (2009)
- Esküdt ellenségek: Különleges ügyosztály (2010)
- Gazdátlanul Mexikóban 2. (2011)
- Dr. Csont (2011)
- Míg az élet el nem választ (2012)
- Tökéletes befejezés (2012)
- Bosszú (2014)
- Vérmes négyes (2014)
- Beethoven, a mesés kincs nyomában (2014)
- Csajok bikiniben (2015)
- Ármány és szenvedély (2017)
- A Simpson család (2020)